# Liste der Monuments historiques in Laval-le-Prieuré
Die Liste der Monuments historiques in Laval-le-Prieuré führt die Monuments historiques in der französischen Gemeinde Laval-le-Prieuré auf.

## Liste der Immobilien
| Bezeichnung       | Beschreibung                   | Standort                | Kennzeichnung | Schutzstatus | Datum | Bild           |
| ----------------- | ------------------------------ | ----------------------- | ------------- | ------------ | ----- | -------------- |
| Kirche St-Sulpice | ab dem 12. Jahrhundert         | 1 le Bourg (Lage)       | PA00101658    | Inscrit      | 1926  | weitere Bilder |
| Friedhofskreuz    | Schmiedeeisen, bezeichnet 1813 | auf dem Friedhof (Lage) | PA25000008    | Inscrit      | 1997  | weitere Bilder |

## Liste der Objekte
| Bezeichnung                                      | Beschreibung                                         | Standort                        | Kennzeichnung | Schutzstatus | Datum | Bild |
| ------------------------------------------------ | ---------------------------------------------------- | ------------------------------- | ------------- | ------------ | ----- | ---- |
| Pietà                                            | Holz, farbig gefasst, 17. Jahrhundert (oben im Bild) | in der Kirche St-Sulpice (Lage) | PM25000851    | Classé       | 1964  |      |
| Prozessionskreuz                                 | Kupfer, versilbert, 16. Jahrhundert                  | in der Kirche St-Sulpice (Lage) | PM25000852    | Classé       | 1964  |      |
| Zwei Skulpturen: Heilige Ferreolus und Ferrutius | Holz, farbig gefasst, 16. Jahrhundert                | in der Kirche St-Sulpice (Lage) | PM25000853    | Classé       | 1964  |      |